# Leesmuseum

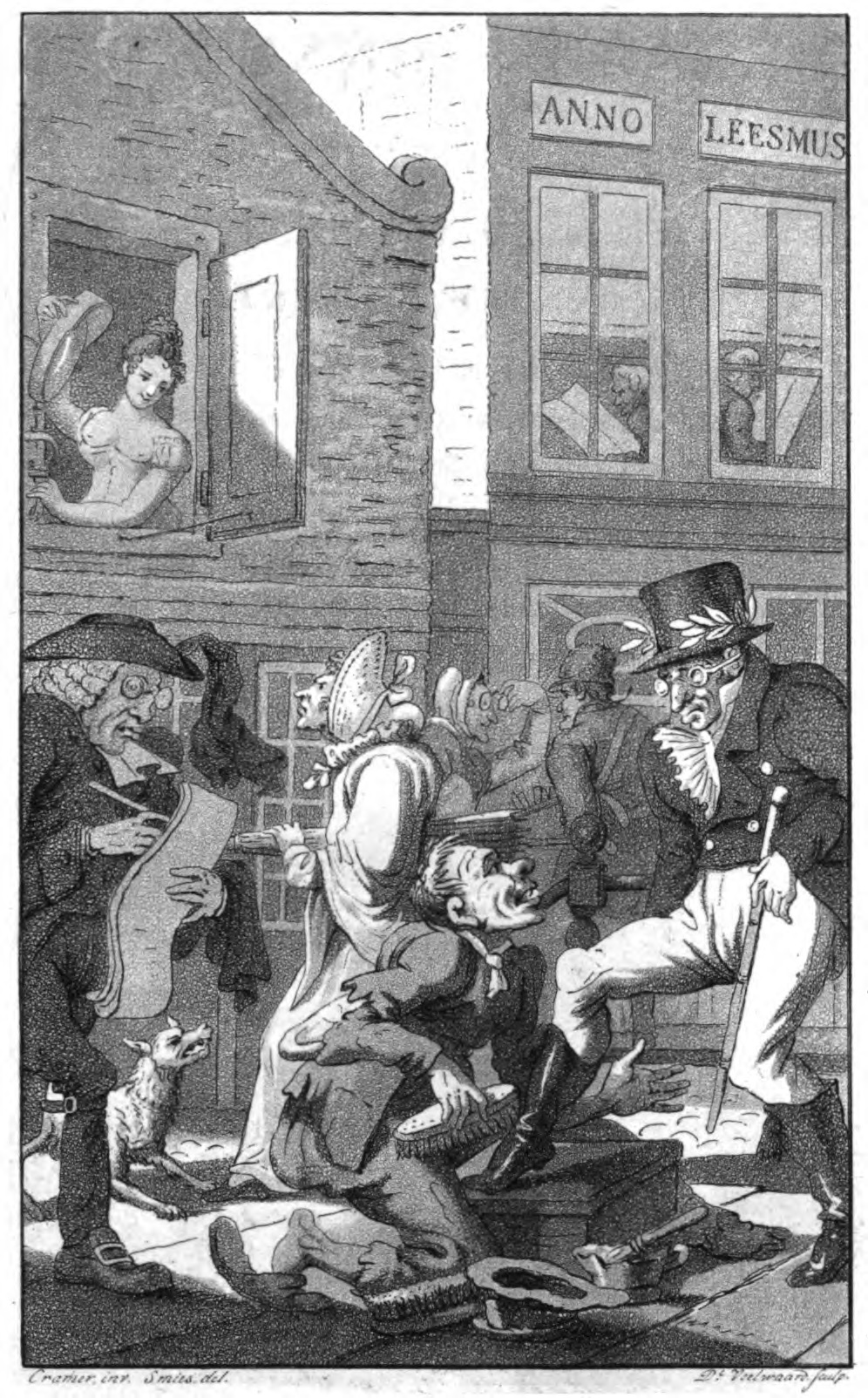
'Snaakse vergadering' op straat en rust in het Leesmuseum (1822), prent van Daniël Veelwaard (1766-1851)

Een leesmuseum of leeskabinet is een particuliere instelling waar de leden tegen betaling van (hoge) lidmaatschapskosten tijdschriften, kranten en boeken kunnen lezen.
De meeste leesmusea in Nederland werden in de negentiende eeuw opgericht. De opkomst van openbare bibliotheken aan het begin van de twintigste eeuw zorgde veelal voor de opheffing van de leesmusea.
De leden van leesmusea waren voornamelijk mannen uit de gegoede burgerij. In enkele steden werden leesmusea specifiek voor vrouwen opgericht, zoals het Leesmuseum voor Vrouwen in Amsterdam of het Damesleesmuseum in Den Haag.

## Verschillende leesmusea
- Het Amsterdams Leesmuseum, een leesgezelschap en herensociëteit (1800 - 1932)
- Leesmuseum voor Vrouwen in Amsterdam (1877 - 1966)
- Het Damesleesmuseum in Den Haag. Sinds 1970 worden ook heren tot het Damesleesmuseum toegelaten
- In Rotterdam werd in 1859 een leesmuseum opgericht genaamd 'Het Rotterdamsch Leeskabinet'. Deze bibliotheek bestaat nog steeds als onderdeel van de Universiteitsbibliotheek.
- De vereniging Leesmuseum in Utrecht (1836 - 1896)
- Het Leesmuseum in Leiden (1852 - 1876)
- De vereniging Leesmuseum in Groningen
- Arnhemsch Leesmuseum in Arnhem (1879-1932)